# Ditmars

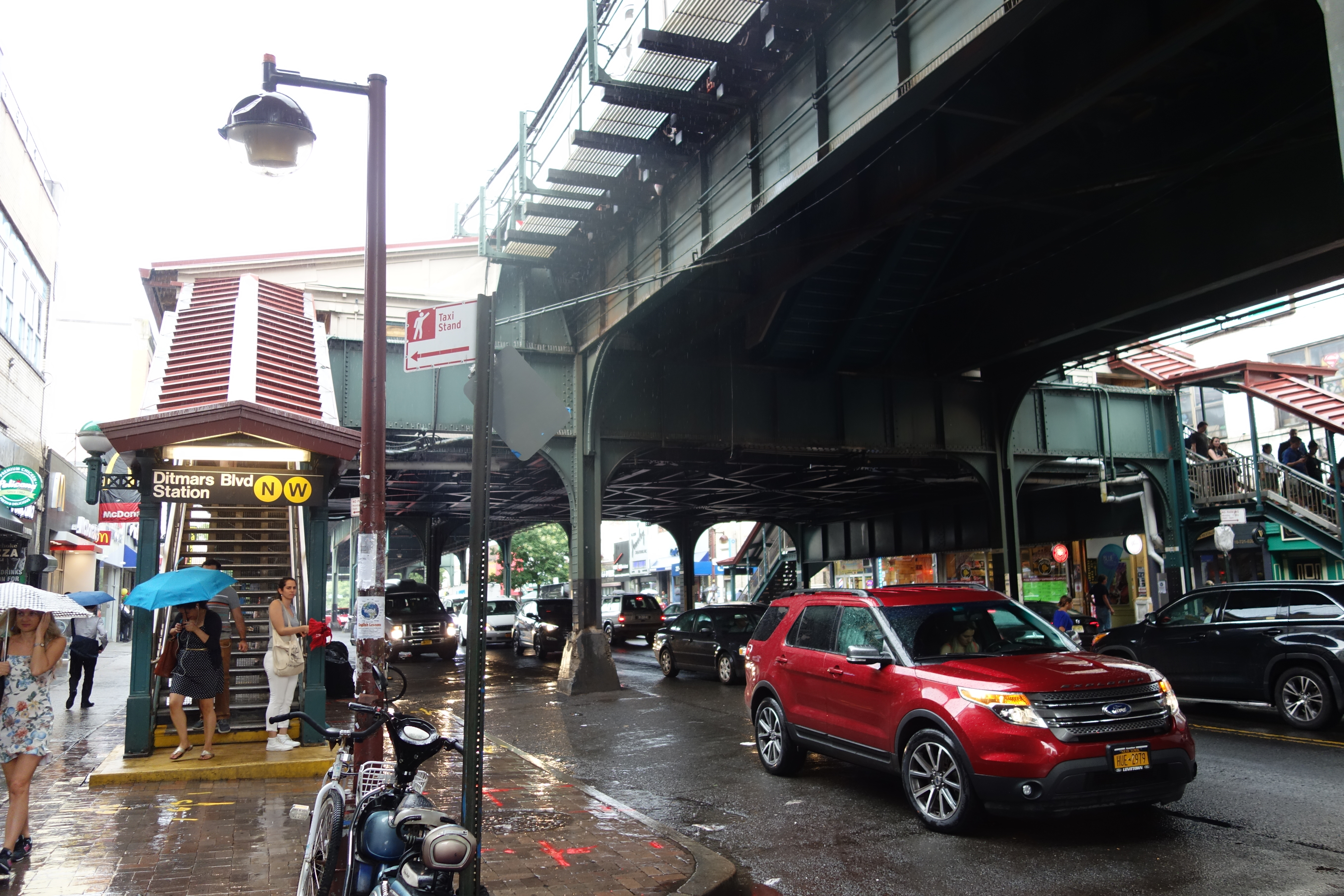
BMT-Station Ditmars Boulevard, Ecke 31st Street und 23rd Avenue (2019)

Ditmars ist ein Stadtviertel im Nordwesten des Stadtbezirks Queens, New York City. Es ist bekannt für seine multikulturelle Gemeinschaft, die Nähe zum Steinway & Sons Klavierwerk und seine lebendige Gastronomie- und Kulturszene.

## Etymologie
Der Name „Ditmars“ stammt von der Familie Ditmars, die im frühen 20. Jahrhundert eine zentrale Rolle bei der Entwicklung des Viertels spielte. Albert Ditmars erwarb große Landflächen nahe der heutigen 23rd Avenue und Steinway Street und benannte die Straßen nach einflussreichen Persönlichkeiten und lokalen Geschäftsleuten, um Käufer anzuziehen.

## Geschichte
Ditmars wurde um die Jahrhundertwende vom 19. zum 20. Jahrhundert als Wohngebiet entwickelt, insbesondere für deutsche Einwanderer, die durch die Nähe zur Steinway & Sons Klavierfabrik angezogen wurden.

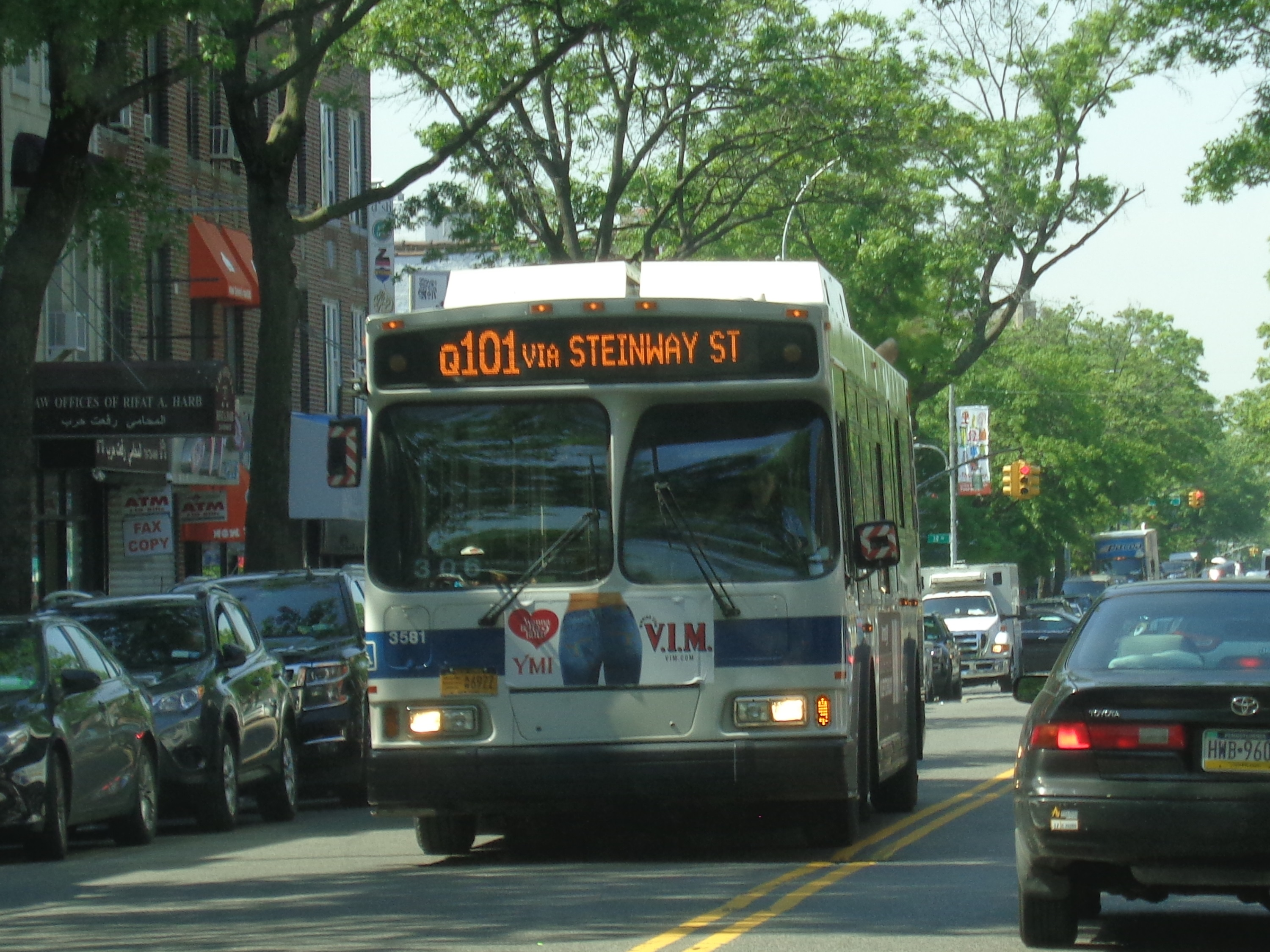
Ein in Richtung Steinway (Nord-Astoria) fahrender Bus Q101 auf der Steinway Street (2017)

Die Steinway-Familie gründete hier eine eigene Arbeitersiedlung („Steinway Village“) mit Schulen und Infrastruktur für ihre Beschäftigten. Im Laufe der Zeit zogen auch italienische, griechische, südamerikanische und andere Einwanderergruppen nach Ditmars, was zur heutigen kulturellen Vielfalt beitrug.

## Geografie
Ditmars liegt im nordwestlichen Teil von Queens und grenzt an Astoria sowie an den East River. Das Viertel ist Teil des Ditmars-Steinway-Gebiets und zeichnet sich durch eine Mischung aus Wohnhäusern, Parks und Industrieflächen aus. Zu den markanten Punkten zählen der Ditmars Boulevard, die Nähe zum LaGuardia Airport sowie der Astoria Park mit Blick auf die Skyline von Manhattan.

## Demografie
Ditmars-Steinway hat rund 44.000 Einwohner mit einem Durchschnittsalter von etwa 36 Jahren. Die Bevölkerung ist ethnisch vielfältig. Neben US-Amerikanern leben hier viele Einwanderer aus Griechenland, Italien, Ägypten, Mexiko und weiteren Ländern. Die Nachbarschaft ist bekannt für ihre lebendige Mischung aus Kulturen, Sprachen und Religionen.

## Infrastruktur
Die U-Bahn-Linien N und W enden am Ditmars Boulevard, zahlreiche Buslinien verbinden das Viertel mit anderen Teilen von Queens und Manhattan. Die Nähe zur Queensboro Bridge und zum LaGuardia Airport erleichtert den Zugang zusätzlich. Zu den Sehenswürdigkeiten gehören das Steinway & Sons Werk, die Steinway Mansion, das Museum of the Moving Image und der weitläufige Astoria Park. Das Viertel bietet zudem zahlreiche Restaurants, Cafés, Geschäfte und kulturelle Einrichtungen.

## Berühmte Persönlichkeiten
Der Sänger Tony Bennett wurde hier geboren und wuchs im Viertel auf. Auch der Schauspieler und Komiker Ray Romano stammt aus Ditmars. Weitere prominente Bewohner waren der Schauspieler Telly Savalas und die Sängerin Carole King.